# Maria Luisa Grohs
Maria Luisa Grohs (2001. június 13. –) német női labdarúgókapus, a Bayern München játékosa.

## Pályafutása

### Klubcsapatokban
Maria Luisa Grohs a münsteri 1. FC Gievenbecknél kezdett futballozni. 2016-ban a VfL Bochum együttesénél folytatta pályáját és három szezonon keresztül a bochumiak mindkét korosztályos csapatában helyt állt.
A Bayern München gárdájához 2019-ben tette át székhelyét és a klub második csapatába hamar beilleszkedett. 2021. január 30-án egy német női labdarúgókupa mérkőzésen lépett első alkalommal pályára a felnőttek között. Április 17-én pedig a Bundesligában is bemutatkozhatott. A 2022–23-as szezonban, Laura Benkarth sérülését követően elsőszámú kapusként számítottak rá a Bajorok.

## Sikerei, díjai

### Klubcsapatokban
Német bajnok (2):
- Bayern München (2): 2020–21, 2022–23